# Нікс
Нікс або Нікта (давн.грец. Νῠ́ξ, Nýx [nýks] , лат. Nox 'Ніч') — у давньогрецькій міфології божество ночі. Примарна фігура, Нікс була біля витоків створення і породила з Еребусом (Морок) інших персоніфікованих божеств, таких як Гіпнос (Сон) і Танатос (Смерть). Нікс жила в Аїді. В орфіків вона — першопричина світу і споріднена з божеством смерті. Про її зовнішність рідко згадуюють у міфах, водночас вона зображена як постать виняткової краси та сили, що її остерігається навіть Зевс. Грецькі трагіки зображували її на колісниці, крилатою, в чорному вбранні, поцяткованому зірками.

## Міфологія та література

### Гесіод
У «Теогонії» Гесіода, Нікс народжуються з хаосу. Від Еребуса (Морок) Нікс народжує Ефіра (Верхній шар повітря) та Гемеру (День). Пізніше, Нікс самостійно народжує Мороса (Загибель), Керів (Руйнування, смерть), Танатоса (Смерть), Гіпноса (Сон), Онероїв (Сни), Мома (Глузування), Оїзіс (Нещастя, тривога), Гесперид, Мойр (Долі), Немезиду (Людська доля), Апате (Обман), Філотес (Дружба, прихильність), Гераса(Старість) і Ериду (Розбрат).

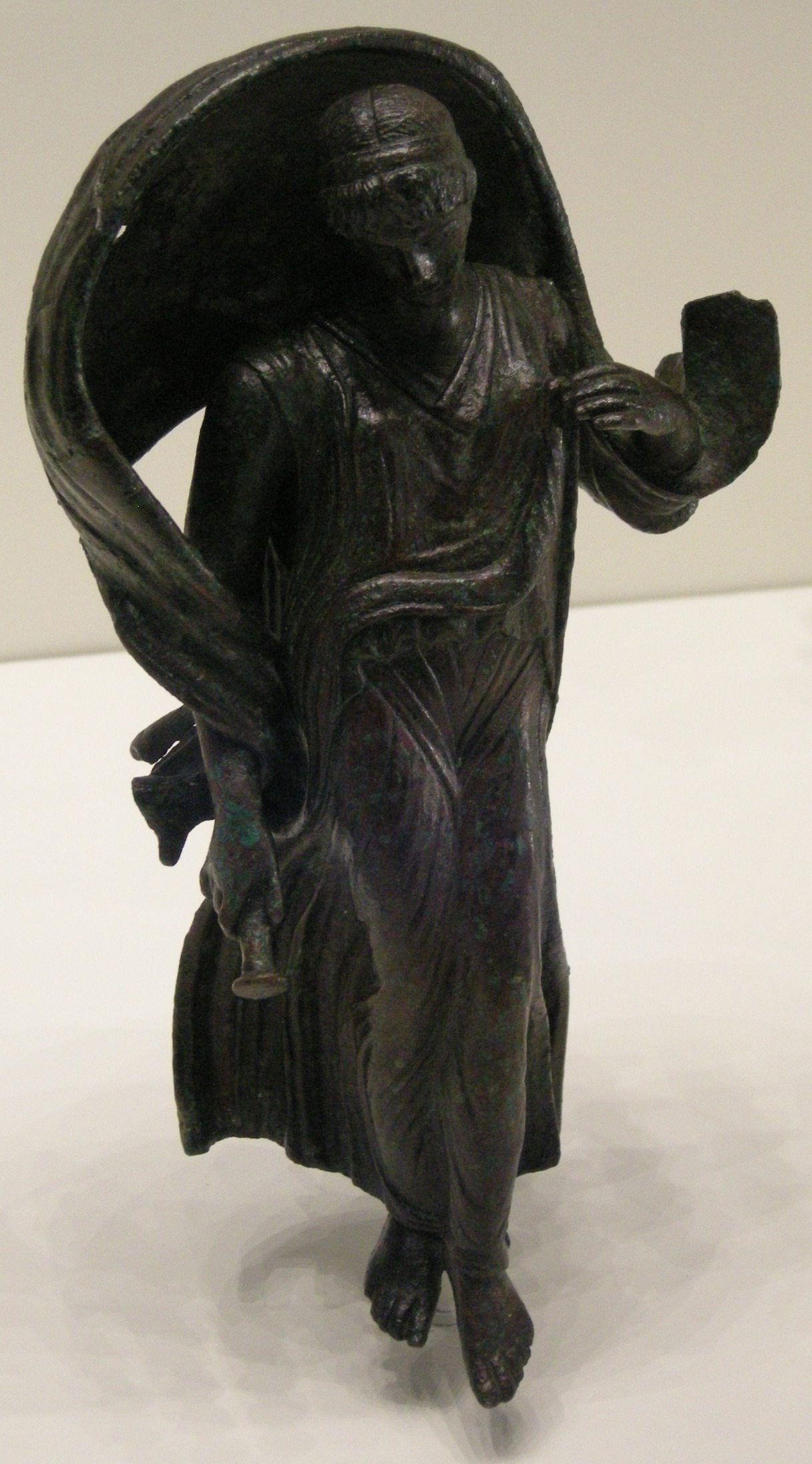
Бронзова статуетка римської епохи «Нікс» або Селена (Вілла Ґетті)

У своєму описі Тартару Гесіод розміщує там житло богині та будинки її дітей Гіпноса і Танатоса. Потім Гесіод розповідає, про те як дочка Нікс Гемера (День) покидає Тартар як тільки до нього входить Нікс; продовжуючи циклічно, коли Гемера повертається, Нікс виходить. Це відображається у зображенні Ратри (Ніч) у Рігведі, де вона є в тісній взаємодії, але в напружених відносинах зі своєю сестрою Ушас (Зоря).

### Гомер
В «Іліаді» Гіпнос, незначне божество сну, нагадує Гері про його давню послугу, коли він приспав Зевса. Тим дозволивши їй, заподіяти Гераклу (який повертався морем з Трої, де правив Лаомедонт) велике нещастя. Зевс був розлючений і збив би Гіпноса в море, якби той з переляку не втік до своєї матері Нікс. Далі Гомер розповідає, що Зевс, боячись розгнівати Нікту, стримав свою лють, і таким чином Гіпнос уникнув гніву Зевса, звернувшись до своєї могутньої матері. Він тривожив Зевса лише кілька разів після чого, завжди боячись Зевса втікав назад до своєї матері Нікти, яка із материнською люттю протистояла б Зевсу.

### Інші
Нікс відіграє важливу роль у кількох уривках віршів про Орфея. У них Нікс, а не Хаос, — це перше джерело, з якого виникає все творіння. Нікта також є першим джерелом у хорі «Птахів» Арістофана. Тут вона також є матір'ю Ероса .
Тема печери чи особняка Нікти за океаном (як у Гесіода) або десь на краю всесвіту (як у пізнішому Орфізмі) може перегукуватися у філософській поемі «Парменіда». Вчений-класик Вальтер Беркерт припустив, що будинок богині, в який потрапляє філософ, є палацом Нікс; Однак це досі залишається лише гіпотизою.
У деяких розповідях богиню чаклунства Гекату також називали дочкою Ночі.

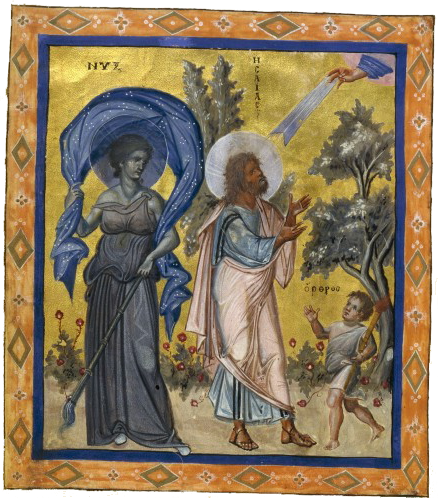
Нікс у Паризькому псалтирі X століття, біля пророка Ісаї

## Культ
Не було відомого храму, присвяченого Нікс, але, як відомо, були зроблені її статуї і згадується кілька культових практик.
Найчастіше, Нікс була вшанована на фоні інших культів. Так виникла статуя під назвою «Ніч» у храмі Артеміди в Ефесі. Спартанці мали культ сну і смерті, що вважалися близнюками. Культові назви, сполуки складені із Nýx-, засвідчуються для кількох божеств, зокрема Діоніса Nyktelios «нічний» та Афродіти Philopannyx, «та, що любить усю ніч».
Римські автори згадували культові практики та писали гімни на честь Нікти.

## Астрономія
У 1997 році Міжнародний астрономічний союз схвалив ім'я Нікс для гори на планеті Венера. Гора «Нікс» розташована на широті 30 ° на північ і довготі 48,5 ° на схід на поверхні Венери. Її діаметр — 875   км.
21 червня 2006 року Міжнародний астрономічний союз перейменував один із нещодавно відкритих супутників (карликова планета) Плутона (S / 2005 P 2) Ніктою (Nix), на честь богині Ночі. Ім'я було написано з «I» замість «Y», щоб уникнути конфлікту з астероїдом 3908 Nyx.